# Slayers Premium
Slayers Premium (スレイヤーズぷれみあむ?, Sureiyāzu Puremiamu) è un film d'animazione, tratto dalla serie televisiva Slayers, uscito nel 2001 e diretto da Junichi Satō.

## Trama
A differenza degli altri film, in questo Lina è accompagnata da Gourry e dagli altri compagni della serie TV (mentre Naga fa solo una comparsata di pochi secondi). Mentre visitano un villaggio rinomato per i suoi piatti a base di polipo, Gourry viene colpito da una maledizione che gli impedisce di parlare in modo intellegibile e man mano la stessa maledizione si estende anche agli altri abitanti del villaggio. Lina deve affrontare un antico demone che sfrutta l'odio dei polipi contro gli umani che li utilizzano come delicata pietanza.

## Colonna sonora
Sigla di chiusura
- feel well cantata da Megumi Hayashibara